# 비엘만 스핀

비엘만 스핀은 몸과 눈물 모양을 형성하고, 다른 발은 이상하고 머리뒤로 연장한채 스케이트 선수가 한발 스핀을 실시하는 업라이트 스핀이다.위치는 매우 큰 유연성 및 회전 능력이 필요하며, 거의 항상 여자가 실시한다. 비엘만의 위치는 나선형 위치와 피겨 스케이팅 리프트의 위치로 사용된다.

## 역사
최초에 대한 의견들로, 세실리아 콜레지가 1937년 세계 선수권 대회에서 레이백 스핀 부문에서 한손으로 비엘만 스핀을 실시했을 수도 있다. 스핀을 할 수 있는 최초의 스케이트 선수는 타마라 모스크비나였다. 그녀는 체조 대회를 본후 영감을 받았고 1960년 유럽 선수권 대회에서 스핀을 실시했다. 그녀는 또한 1965년 유럽 선수권 대회에서 이 스핀을 함께 선보였다. 다른 초기 시연자는 자넷 챔피언, 슬라브카 코호우트, 그리고 카린 이텐을 포함했다. 1970년대 후반, 스위스 스케이트 선수 데니스 비엘만이 스핀을 대중화했고 결국 그녀의 이름을 따서 널리 퍼졌다. 그녀는 주요 국제 대회에서 두루 우승한 최초의 스케이트 선수였다. 비엘만은 곡예 학교에서 스핀을 배웠다. 1990년대 초반에, 나탈리야 미시쿠툐노크와 아르투르 드미트리예프의 페어 팀은 죽음의 나선 같은 MOV로 통합했다.

## 기술
스핀은 정의에 의해 비엘만 스핀이 된다. "부팅 뒤에 또는 머리에 이상이되도록 부팅 레벨이 머리를 전달한다." 스핀을 배울때 스케이트 선수는 균형을 유지하기 위해 자신의 신체가 형성한 눈물 방울 모양으로 자신의 머리를 숙이지 않는다.